# Evropski odbor regij
Evropski odbor regij (angleško: European Committee of the Regions) je skupščina lokalnih in regionalnih predstavnikov Evropske unije (EU), ki v institucionalnem okviru EU neposredno zastopa podnacionalne oblasti (regije, okrožja, province, občine in mesta). 
Ustanovljen je bil leta 1994 iz dveh razlogov. Prvič, okrog tri četrtine zakonodaje EU se izvaja na lokalni ali regionalni ravni, zato se je zdelo smiselno, da imajo predstavniki lokalnih in regionalnih oblasti besedo pri pripravi nove zakonodaje EU. Drugič, pojavili so se pomisleki zaradi vse večjega prepada med javnostjo in procesom evropskega povezovanja. Vključitev izvoljenih predstavnikov na ravni uprave, ki je najbližja državljanom, je bil eden od načinov, kako zapolniti to vrzel.

## Zgodovina
Lokalne in regionalne oblasti znotraj Evropske unije so lobirale za večji vpliv pri zadevah EU. To je privedlo do ustanovitve Evropskega odbora regij z Maastrichtsko pogodbo in možnosti, da države članice v Svetu EU zastopajo ministri njihovih regionalnih vlad.

## Načela
Tri temeljna načela predstavljajo jedro dela Odbora regij:
Subsidiarnost
Načelo subsidiarnosti, ki je bilo zapisano v Maastrichtsko pogodbo istočasno z ustanovitvijo Odbora, pomeni, da se morajo v Evropski uniji sprejemati odločitve čim bližje državljanom. Evropska unija tako ne sme prevzemati nalog oziroma pristojnosti, ki so bolj primerne za nacionalne, regionalne ali lokalne administracije. 
Bližina
Vse ravni oblasti si morajo prizadevati za to, da so čim bližje državljanom, še posebej tako, da organizirajo svoje delo na transparenten način z jasno opredeljeno odgovornosjo in postopki, ki ljudem omogočajo izražanje stališč.
Partnerstvo
Učinkovito evropsko upravljanje pomeni, da oblasti na evropski, nacionalni, regionalni in lokalni ravni sodelujejo v procesu odločanja.

## Področje delovanja
Pogodbe zavezujejo Evropsko komisijo in Evropski svet, da se posvetujeta z Odborom regij, vedno ko pripravljata nove predloge za področja, ki vplivajo na regionalno ali lokalno raven. Komisija, Svet in Evropski parlament se lahko poleg tega posvetujejo z OR tudi glede vprašanj z drugih področij, če ocenijo, da ima predlog pomembne regionalne ali lokalne vidike. Poleg tega lahko OR pripravi mnenje na lastno pobudo, kar mu omogoča, da na dnevni red EU uvršča določene teme.
Potem ko je z ratifikacijo v vseh državah članicah EU stopila v veljavo Lizbonska pogodba (člen 8 Protokola (št. 2) o uporabi načel subsidiarnosti in sorazmernosti), je OR pridobil tudi pravico (privilegiran status), da predloži zadevo Sodišču Evropske unije. 

## Sestava
Odbor regij ima 350 članov in enako število nadomestnih članov, pri čemer je njihovo število iz posamezne države do določene mere sorazmerno s številom prebivalcev. Število članov iz posamezne države:
| Država     | Članov | Država      | Članov | Država     | Članov |
| ---------- | ------ | ----------- | ------ | ---------- | ------ |
| Nemčija    | 24     | Belgija     | 12     | Irska      | 9      |
| Francija   | 24     | Portugalska | 12     | Litva      | 9      |
| Italija    | 24     | Švedska     | 12     | Latvija    | 7      |
| Španija    | 21     | Bolgarija   | 12     | Slovenija  | 7      |
| Poljska    | 21     | Avstrija    | 12     | Estonija   | 6      |
| Romunija   | 15     | Slovaška    | 9      | Ciper      | 5      |
| Nizozemska | 12     | Danska      | 9      | Luksemburg | 5      |
| Grčija     | 12     | Finska      | 9      | Malta      | 5      |
| Češka      | 12     | Madžarska   | 12     | Hrvaška    | 9      |
| Skupaj     | Skupaj | Skupaj      | Skupaj | Skupaj     | 350    |

## Notranja struktura

### Predsednik
Predsednik, ki ga plenarna skupščina izvoli za mandat dveh let in pol, vodi delo Odbora, predseduje plenarnim zasedanjem in je njegov uradni predstavnik. Karl-Heinz Lambertz (Belgija / Stranka evropskih socialistov, PES), senator nemško govoreče skupnosti v Belgiji, je sedanji predsednik, izvoljen 12. julija 2017. 

#### Seznam predsednikov Odbora regij
| Predsednik OR                                           | Mandat                | Nacionalnost        | Evropska politična skupina    |
| ------------------------------------------------------- | --------------------- | ------------------- | ----------------------------- |
| Apostolos Tzitzikostas, Centralna Makedonija            | 2020 – danes          | Grčija              | Evropska ljudska stranka      |
| Karl-Heinz Lambertz, Nemško govoreča skupnost v Belgiji | 2017 – 2020           | Belgija             | Stranka evropskih socialistov |
| Markku Markkula, Espoo                                  | 2015 – 2017           | Finska              | Evropska ljudska stranka      |
| Michel Lebrun, Valonija                                 | 2014 – 2015 (začasno) | Belgija             | Evropska ljudska stranka      |
| Ramón Luis Valcárcel, Murcija                           | 2012–2014             | Španija             | Evropska ljudska stranka      |
| Mercedes Bresso, Piemont                                | 2010–2012             | Italija             | Stranka evropskih socialistov |
| Luc Van den Brande, Flandrija                           | 2008–2010             | Belgija             | Evropska ljudska stranka      |
| Michel Delebarre, Dunkerque, Nord Pas de Calais         | 2006–2008             | Francija            | Stranka evropskih socialistov |
| Peter Straub, Baden-Wurttemberg                         | 2004–2006             | Nemčija             | Evropska ljudska stranka      |
| Sir Albert Bore, Birmingham                             | 2002–2004             | Združeno kraljestvo | Stranka evropskih socialistov |
| Jos Chabert, Regija glavnega mesta Bruselj              | 2000–2002             | Belgija             | Evropska ljudska stranka      |
| Manfred Dammeyer, Severno Porenje-Vestfalija            | 1998–2000             | Nemčija             | Stranka evropskih socialistov |
| Pasqual Maragall I Mira, Barcelona, Katalonija          | 1996–1998             | Španija             | Stranka evropskih socialistov |
| Jacques Blanc, Languedoc-Roussillon                     | 1994–1996             | Francija            | Evropska ljudska stranka      |

### Prvi podpredsednik
Tudi prvega podpredsednika, ki zastopa predsednika v njegovi odsotnosti, plenarna skupščina izvoli za dve leti in pol. Markku Markkula (Finska / Evropska ljudska stranka, EPP), član mestnega sveta Espooja, je bil 12. julija 2017 izvoljen za prvega podpredsednika Evropskega odbora regij. 

### Predsedstvo
Predsedstvo je organ odločanja OR. Sestavlja ga 63 članov: predsednik, prvi podpredsednik, 28 podpredsednikov (po eden iz vsake države članice), predsedniki političnih skupin OR in 28 drugih članov nacionalnih delegacij, tako da je zagotovljena uravnotežena zastopanost po državah in glede na politično pripadnost. Predsedstvo se praviloma sestane sedemkrat ali osemkrat letno, pripravlja politični program OR in daje upravi navodila za izvajanje sprejetih sklepov.

### Plenarna skupščina
344 članov Odbora regij se petkrat letno v Bruslju sestane na plenarnem zasedanju, na katerem obravnavajo in sprejemajo mnenja, poročila in resolucije. Na plenarna zasedanja, na katerih razpravljajo o vprašanjih posebnega pomena za regije in mesta, so pogosto vabljeni člani Evropske komisije in predstavniki predsedstva EU.

### Komisije Odbora regij
Delo Oodbora regij je organizirano v šestih komisijah, specializiranih za naslednja področja: 
- CIVEX – državljanstvo, upravljanje, institucionalne in zunanje zadeve;
- COTER – politika teritorialne kohezije in proračun EU;
- ECON – ekonomska politika;
- ENVE – okolje, podnebne spremembe in energija;
- NAT – naravni viri, vključno s kmetijstvom;
- SEDEC – socialna politika, izobraževanje, zaposlovanje in kultura.

Te pripravijo osnutke mnenj in organizirajo konference ter seminarje za področja, ki so v pristojnosti posamezne komisije. Vsaka komisija ima približno sto članov (vsak član lahko deluje v dveh komisijah), administrativno podporo pa ji zagotavlja tajništvo v okviru uprave. Predsedstvo OR pri delu podpira tudi posebna komisija za finančne in upravne zadeve (CAFA).

### Politične skupine
Odbor regij ima štiri politične skupine: Evropsko ljudsko stranko (EPP), Stranko evropskih socialistov (PES), Zavezništvo liberalcev in demokratov za Evropo (ALDE) in Evropsko zvezo (EA). Nekateri člani so neodvisni. Člani vsake politične skupine se sestanejo pred najpomembnejšimi sejami, da oblikujejo skupna stališča.

### Konferenca predsednikov
Predsednik OR, prvi podpredsednik in predsedniki političnih skupin ter generalni sekretar se kot konferenca predsednikov prav tako sestanejo pred vsakim plenarnim zasedanjem in drugimi pomembnimi sejami, da bi dosegli politično soglasje glede strateških vprašanj.
Nacionalne delegacije
V OR je tudi 28 nacionalnih delegacij. Člani se v okviru nacionalnih delegacij sestanejo pred plenarnimi zasedanji in drugimi dogodki ter razpravljajo o skupnih stališčih.

#### Generalni sekretar
Generalnega sekretarja predsedstvo imenuje za pet let. Generalni sekretar kot vodja uprave OR ne sme biti nosilec političnega mandata. Njegova naloga je, da skrbi za izvajanje sklepov predsednika in predsedstva ter nemoteno delovanje uprave. Aktualni generalni sekretar OR je od 1. septembra 2014 Jiří Buriánek.

#### Generalni sekretariat
Generalni sekretariat sestavlja 5 direkcij: direkcija za člane in plenarna zasedanja, direkciji za zakonodajno delo 1 in 2, direkcija za komuniciranje ter direkcija za kadrovske zadeve in finance. Upravljanje direkcij za logistiko in prevajanje poteka skupaj z Evropskim ekonomsko-socialnim odborom.

## Delovanje
Mnenja
Evropska komisija, Svet ministrov in Evropski parlament se z Odborom regij posvetujejo pri pripravi zakonodajnih besedil (direktiv, uredb itd.) na področjih, ki vplivajo na lokalne in regionalne skupnosti. Predlogi zakonodajnih besedil se dodelijo ustreznim komisijam OR. Komisija imenuje poročevalca, ki je odgovoren za pripravo mnenja Odbora. Osnutek mnenja mora pred obravnavo na plenarnem zasedanju najprej sprejeti pristojna komisija Odbora. Po njegovi potrditvi na plenarnem zasedanju se uradno mnenje pošlje vsem evropskim institucijam in se objavi v Uradnem listu Evropske unije.
Resolucije
Z resolucijami Odbor regij izraža svoje stališče o pomembnih in aktualnih vprašanjih. Pripravijo jih lahko tudi politične skupine OR ali 32 članov OR.
Predhodna mnenja in poročila o učinku
Delo OR ni zgolj odzivanje na zakonodajne predloge, ampak tudi, da na podlagi strokovnega znanja svojih članov prispeva k prihodnjemu razvoju politik EU. S predhodnimi mnenji lahko OR sodeluje v zelo zgodnji fazi razvoja politik, kar mu omogoča večji vpliv. Podobno lahko Evropska komisija OR zaprosi za pripravo poročila o učinku. Kakor je razvidno že iz samega imena poročila, je slednje namenjeno oceni učinka politike na lokalni ali regionalni ravni.
Študije in druge publikacije
OR pripravlja študije o različnih vidikih lokalne in regionalne razsežnosti EU (izobraževanje, promet, socialna vprašanja, širitev itd.). Pri njihovi pripravi sodelujejo zunanji strokovnjaki. OR objavlja tudi publikacije, namenjene širši javnosti ter regionalnim in lokalnim akterjem, v katerih predstavlja dejavnosti Odbora in obvešča o aktualnih političnih dogodkih.
Dogodki
OR v vlogi stične točke za regije in mesta organizira konference, seminarje in razstave v sodelovanju z lokalnimi in regionalnimi partnerji ter drugimi institucijami EU. Enkrat letno v okviru dogodka Dnevi odprtih vrat – Evropski teden regij in mest (Open days) v svojih prostorih pozdravi tisoče obiskovalcev, ki sodelujejo v živahnih razpravah ali pa iščejo partnerje za sodelovanje pri skupnih projektih.

## Zgodovina
1992 – Maastrichtska pogodba
Voditelji držav in vlad EUso sprejeli sklep o ustanovitvi Odbora regij (OR) kot posvetovalne skupščine v procesu odločanja EU, ki zastopa stališča regij in mest ter deluje kot neposredna vez med Brusljem in državljani. Maastrichtska pogodba določa, da se morata Evropska komisija in Svet ministrov obvezno posvetovati z Odborom regij o ključnih vprašanjih regionalnega pomena ter da člane Odbora regij imenujejo vlade držav članic za mandatno obdobje štirih let. Prvo plenarno zasedanje Odbora regij je bilo marca 1994 v Bruslju.
1997 – Amsterdamska pogodba
Amsterdamska pogodba je razširila področje pristojnosti Odbora regij na približno dve tretjini zakonodajnih predlogov EU. Na podlagi te pogodbe se lahko z Odborom posvetuje tudi Evropski parlament.
2001 – Pogodba iz Nice
Pogodba je poudarila demokratično legitimnost OR z zahtevo, da morajo biti njegovi člani nosilci volilnega mandata oziroma politično odgovorni izvoljeni regionalni ali lokalni skupščini. Pogodba je določila, da število članov Odbora ne sme preseči 350.
2002–2003 – Konvencija o prihodnosti EU
Člani Odbora regij so sodelovali pri delu Konvencije, pristojne za pripravo ustave za Evropo. Besedilo je izrecno poudarilo vlogo in pooblastila lokalnih in regionalnih oblasti.Predvideno je bilo,da dobi Odbor regij pravico, da vloži tožbo pri Sodišču Evropskih skupnosti, če meni, da zakonodaja EU krši načelo subsidiarnosti.
Maj 2004 – Širitev EU
Po pristopu desetih novih držav članic se je število članov Odbora regij povečalo z 222 na 317.
Januar 2007 – Širitev EU
S pristopom Bolgarije in Romunije se je število članov Odbora regij povečalo s 317 na 344.
December 2009 – Lizbonska pogodba
Lizbonska pogodba je potrdila pravico Odbora regij, da vloži tožbo pri Sodišču Evropske unije zaradi varovanja svojih prerogativ in načela subsidiarnosti. Ta nova pravica je okrepila politično vlogo Odbora regij, saj omogoča, da lahko učinkoviteje zastopa interese regionalnih in lokalnih skupnosti na ravni EU. Lizbonska pogodba določa, da se mora z Odborom posvetovati tudi Evropski parlament. Mandat članov Odbora regij se je podaljšal s štirih na pet let. Razširjen je bil tudi obseg pristojnosti Odbora regij.Na seznam političnih področij, na katerih se je treba z Odborom nujno posvetovati, sta bili dodani na primer področji civilne zaščite in podnebnih sprememb.
Julij 2013 – Širitev EU
S pristopom Hrvaške se je število članov OR povečalo s 344 na 353 (in kasneje zmanjšalo na 350).
Januar 2020 - izstop Združenega kraljestva
31. januarja 2020 je iz Evropske unije izstopilo Združeno kraljestvo Velike Britanije in Severne Irske.

## Povezave
- Uradna spletna stran Arhivirano 2014-09-09 na Wayback Machine.
- Evropa v moji regiji Arhivirano 2015-03-31 na Wayback Machine.
- Odbor regij na portalu Evropske unije Arhivirano 2011-10-08 na Wayback Machine.
- Člani Odbora regij